# St. Michael (Wörleschwang)

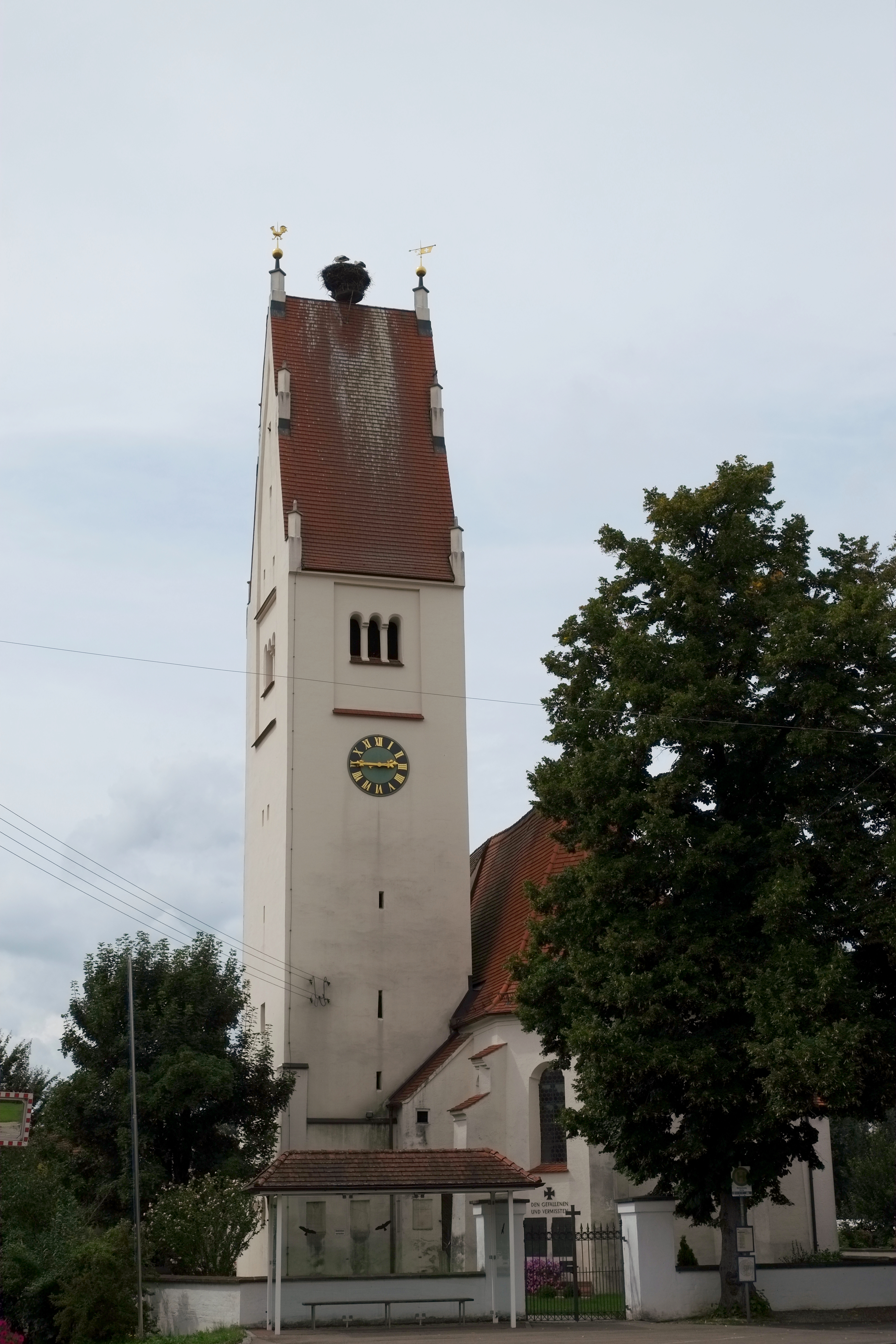
Pfarrkirche St. Michael in Wörleschwang

Die katholische Pfarrkirche St. Michael in Wörleschwang, einem Ortsteil der Marktgemeinde Zusmarshausen im Landkreis Augsburg im bayerischen Regierungsbezirk Schwaben, wurde im 13./14. Jahrhundert errichtet. In der Kirche sind Wandmalereien aus dem frühen 15. Jahrhundert erhalten. Die dem Erzengel Michael geweihte Kirche gehört zu den geschützten Baudenkmälern in Bayern.

## Geschichte
Bei Installationsmaßnahmen konnten 1972 Reste eines romanischen Chores und Langhauses aus der Zeit um 1300 nachgewiesen werden, von dem noch die Fundamente erhalten sind. Die erste Erwähnung stammt aus dem Jahr 1327, als ein Schriftstück einen Priester Johann in "Wernischwanch" erwähnte. In der zweiten Hälfte des 15. Jahrhunderts wurde der Chor erneuert und der Turm erhöht. Ende des 16. Jahrhunderts verlängerte man das Langhaus nach Westen. Im Dreißigjährigen Krieg brannte der Pfarrhof. Der geschwungene Giebel der Westfassade wurde um 1725 errichtet. Zur gleichen Zeit erfolgte eine Umgestaltung des Innenraums im Barockstil. Der Stuck im Chor aus Bandelwerk, Akanthuslaub und Blattranken von 1724 schuf Balthasar Suiter. Im Erdgeschoss des Turmes ist eine Kapelle zu Ehren des heiligen Albertus, eines schottischen Königssohnes, eingerichtet, zu dessen Gebeinen sich ab 1742 eine Wallfahrt entwickelt hatte. Das Langhaus wurde 1952 mit einer Holzdecke gedeckt. 

## Architektur

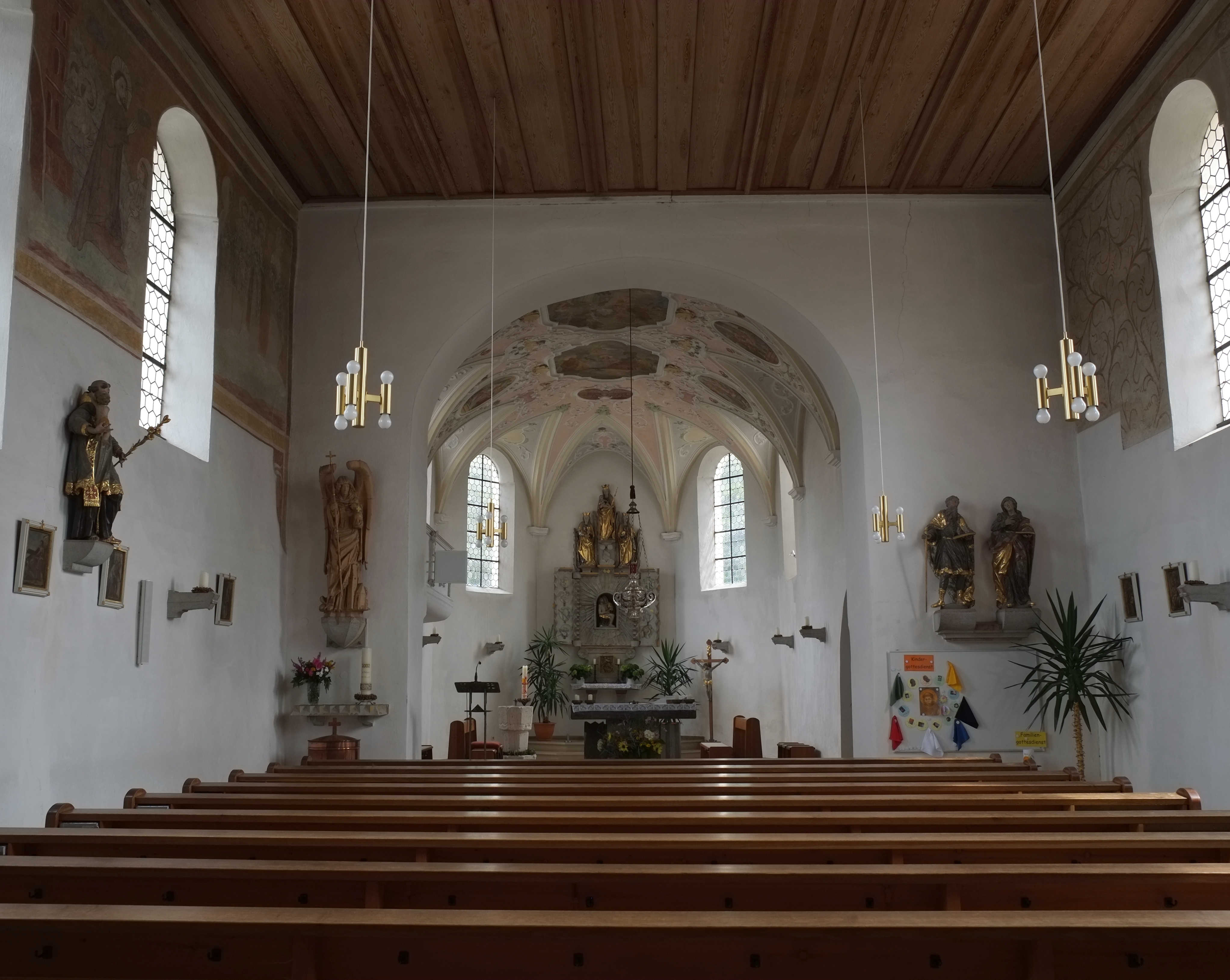
Innenraum

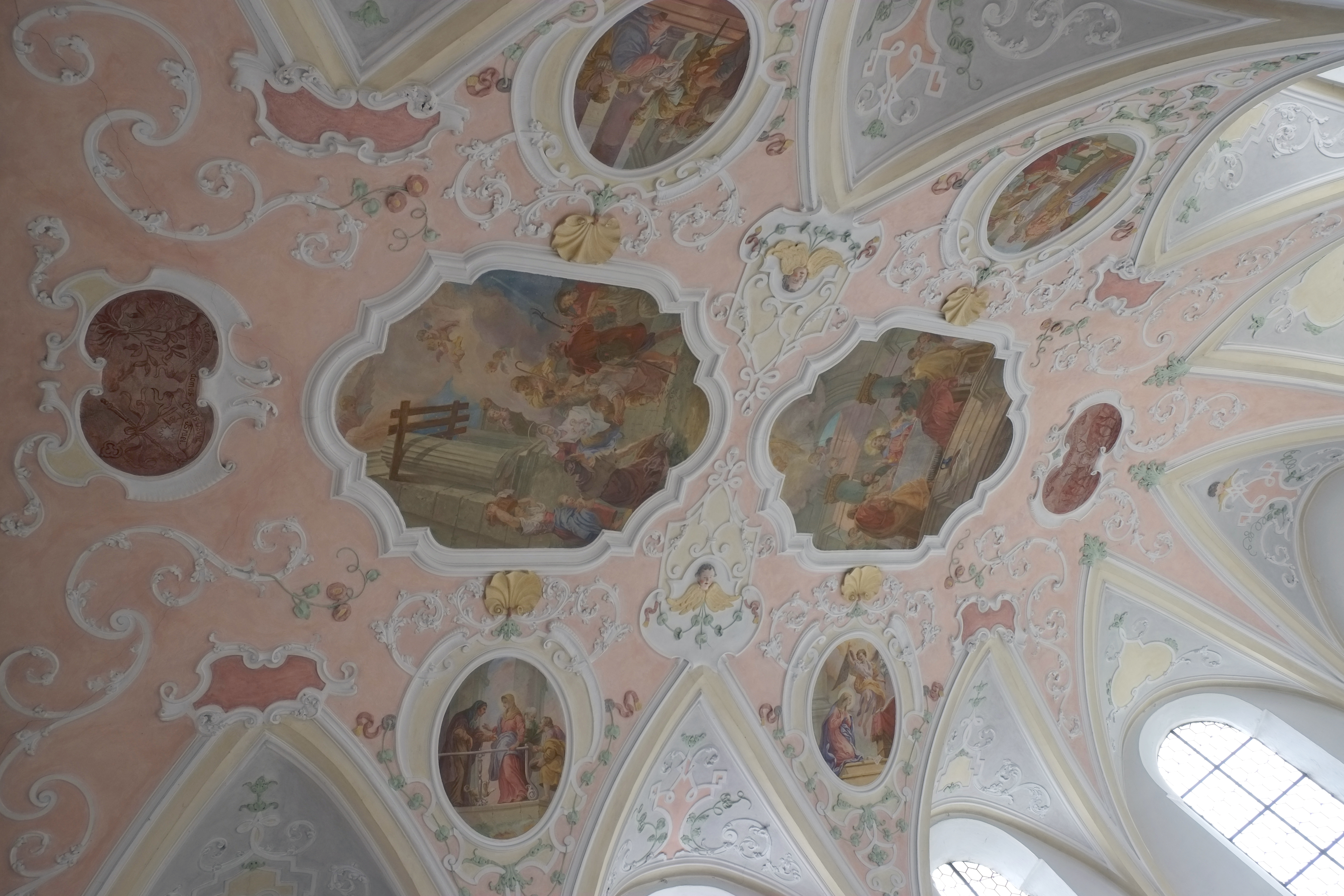
Chorstuck und Deckenmalerei

Das Langhaus ist einschiffig. Der leicht eingezogene, dreiseitig geschlossene Chor besitzt eine Stichkappentonne. Im südlichen Chorwinkel steht der mit einem Satteldach gedeckte und mit Fialen verzierte Glockenturm. 

## Wandmalereien
Die Malereien an den Langhauswänden werden in das frühe 15. Jahrhundert datiert. Deutlich zu erkennen sind die Verkündigungsszene, der Einzug Jesu in Jerusalem und Jesus am Ölberg.

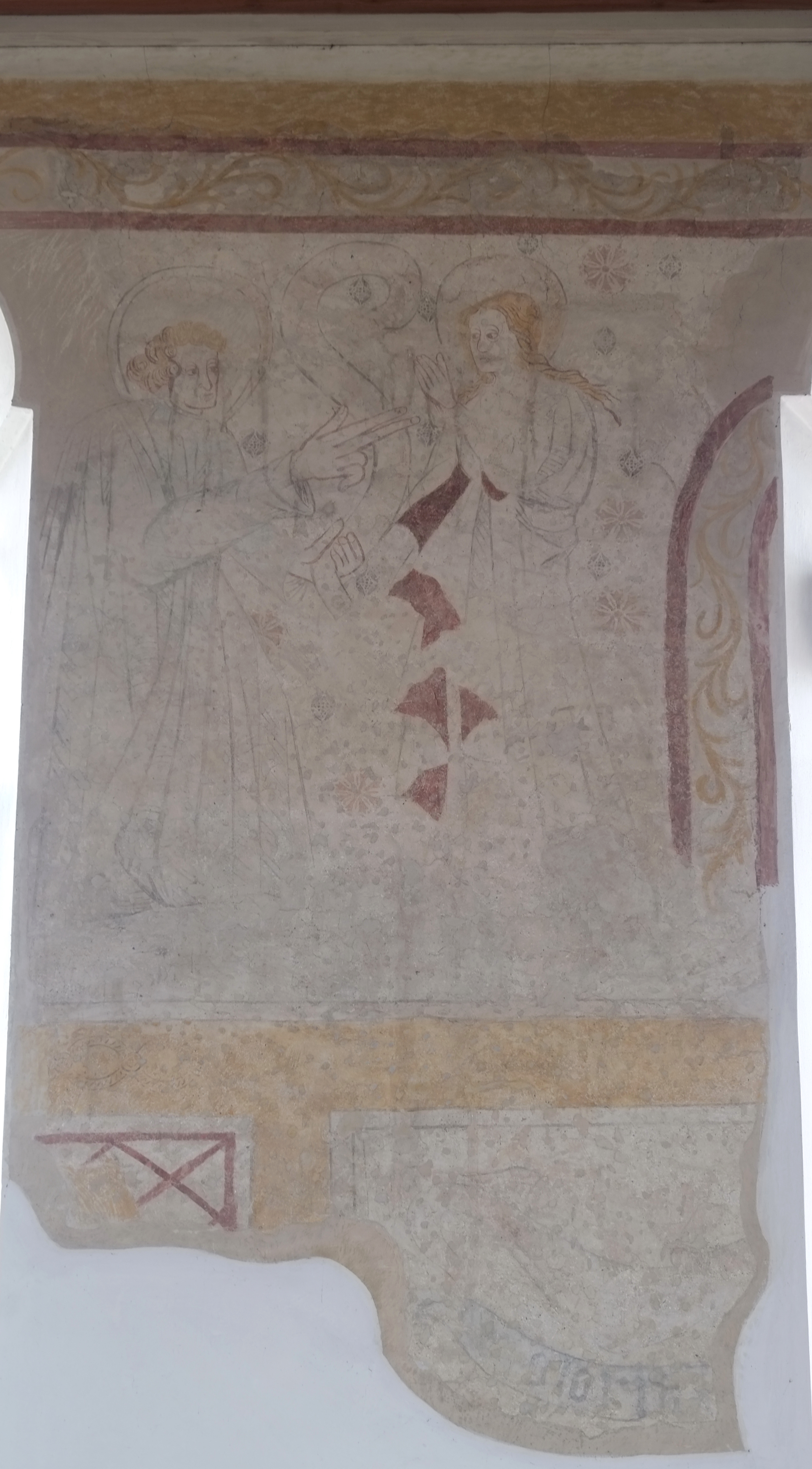
Verkündigung
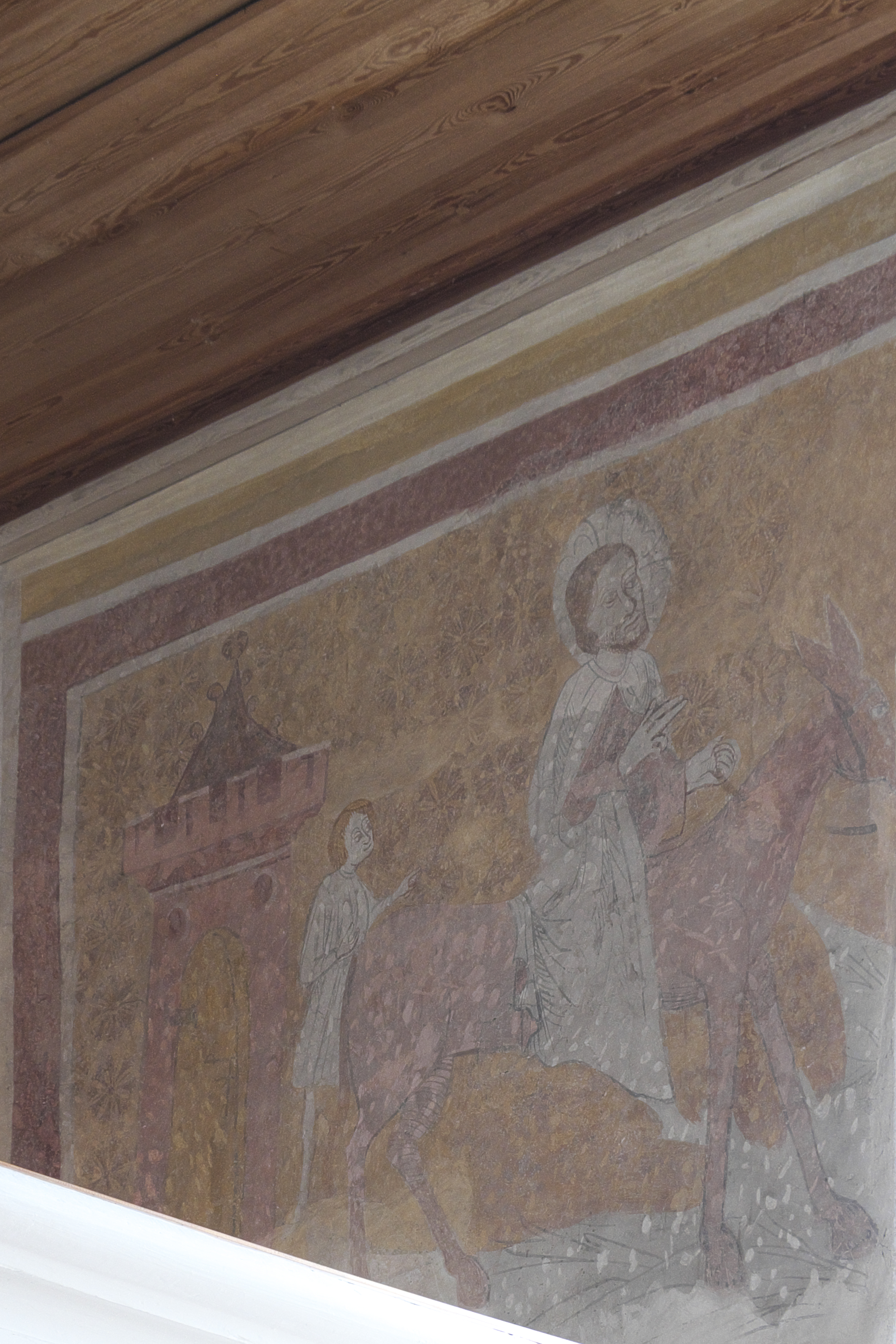
Einzug in Jerusalem
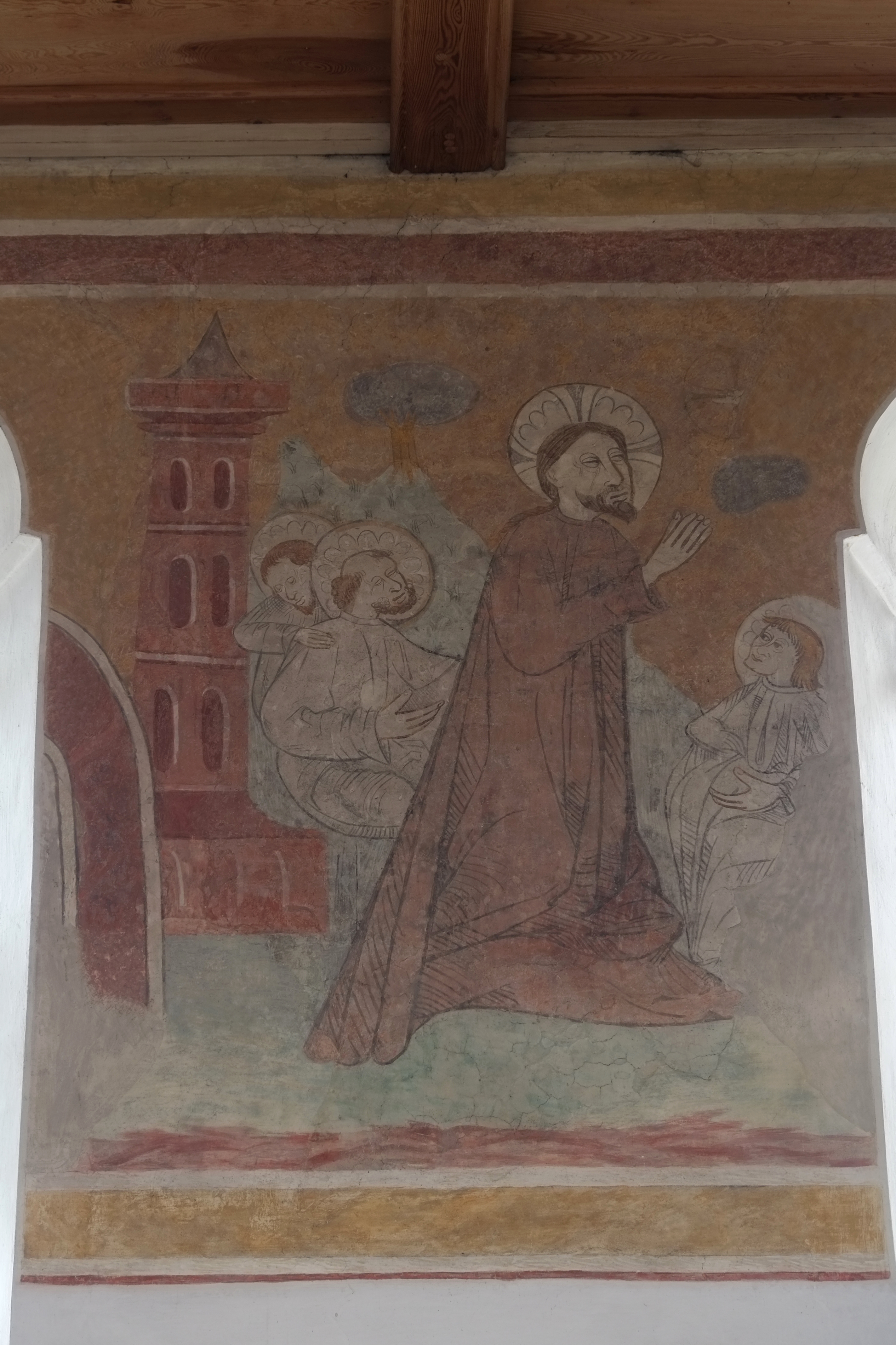
Jesus am Ölberg
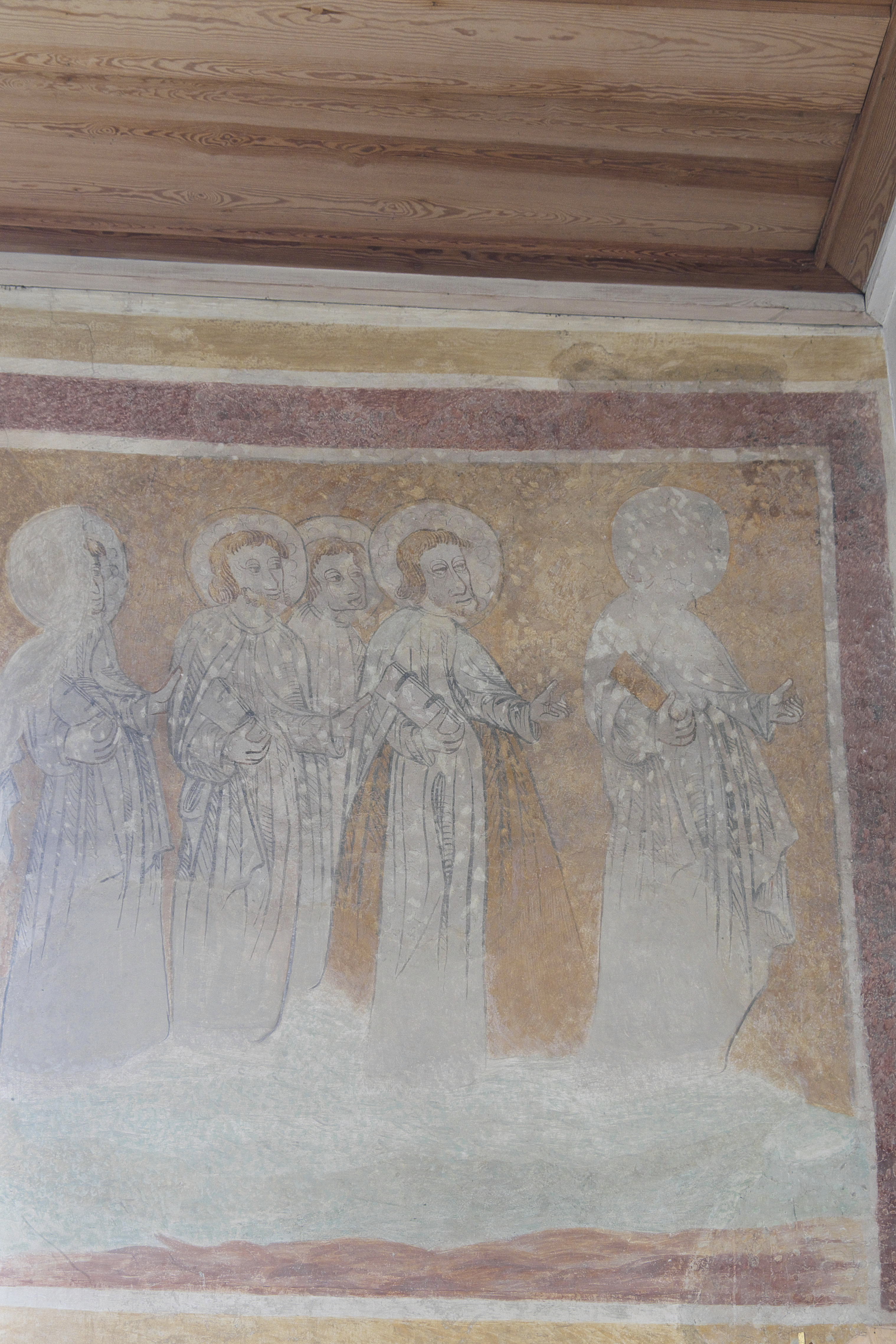
Gotische Wandmalerei

## Ausstattung
- Die Holzfigur des heiligen Albertus in der Kapelle im Erdgeschoss des Turmes stammt aus der Zeit um 1500.
- Ebenfalls um 1500 datiert werden die drei Figuren der Muttergottes, der heiligen Barbara und der heiligen Katharina über dem Altar im Chor.
- Die Figuren des heiligen Antonius von Padua und des heiligen Augustinus wurden um 1720/21, die Skulpturen des heiligen Joachim und der heiligen Anna 1735 von Stephan Luidl geschaffen.
- Die Sandsteinkartusche von 1720 mit dem Relief des Erzengels Michael an der südlichen Langhauswand stammt aus der Kirche des ehemaligen Benediktinerklosters Fultenbach.

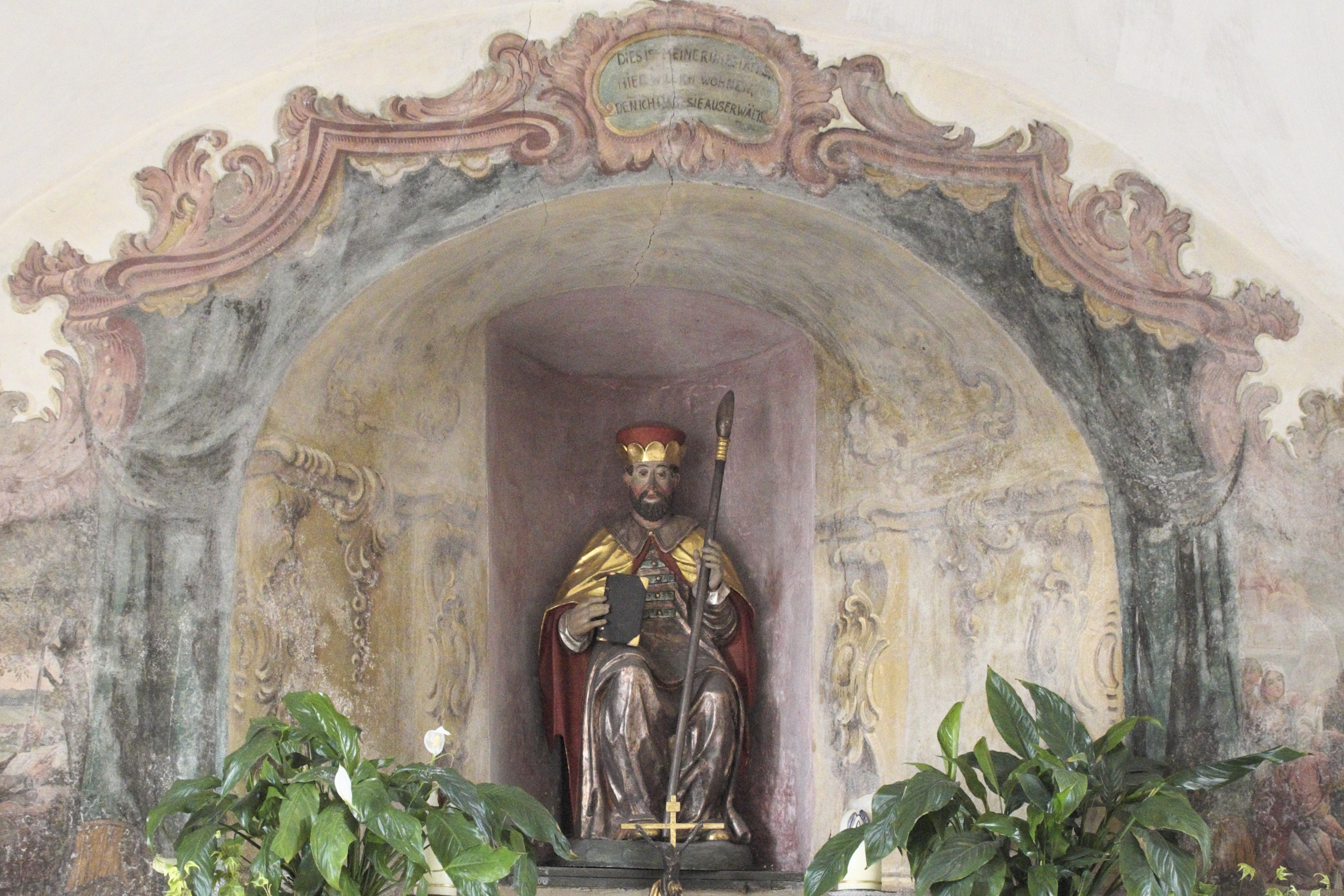
Heiliger Albertus, schottischer Königssohn
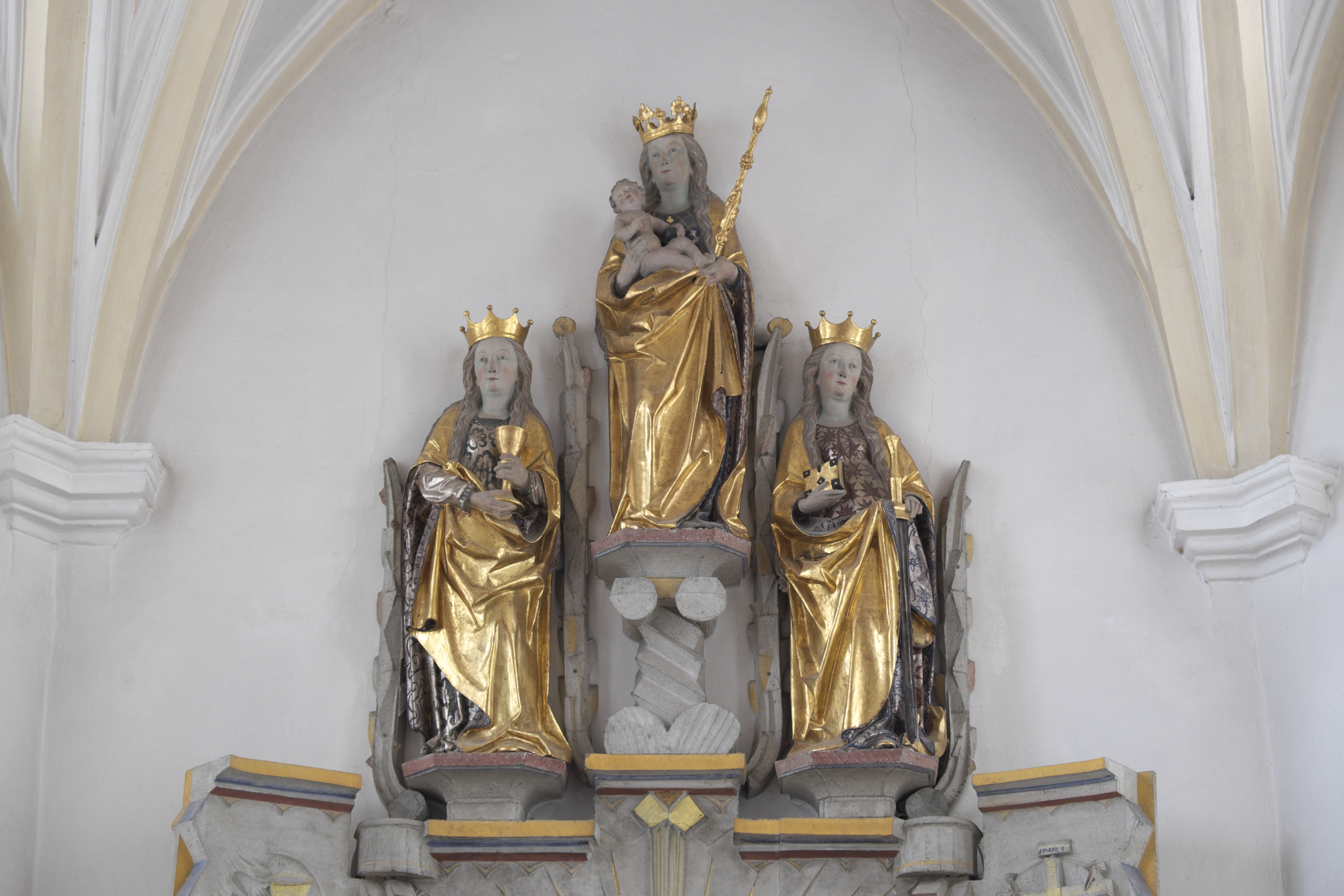
Madonna mit Kind, heilige Barbara und heilige Katharina
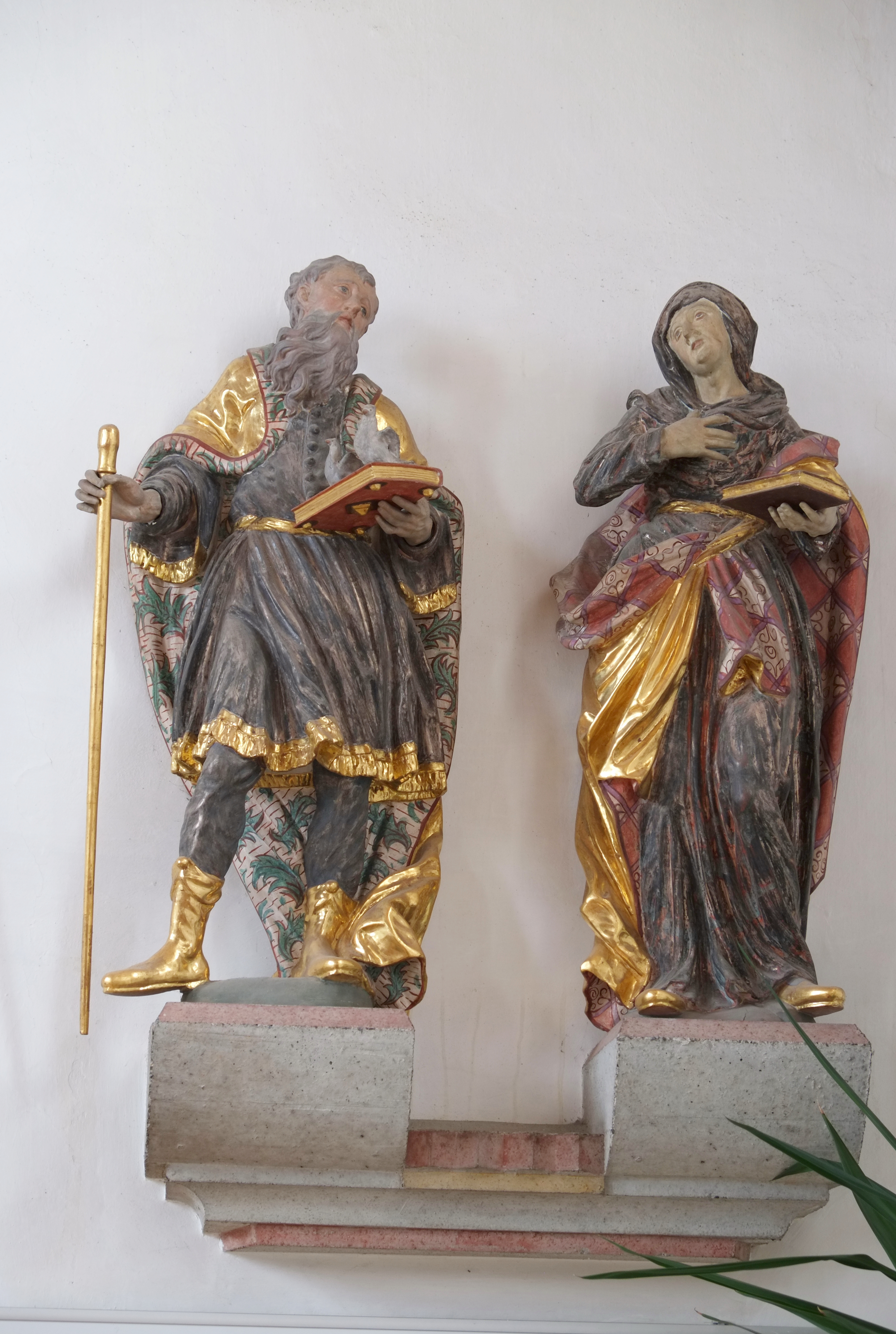
Anna und Joachim
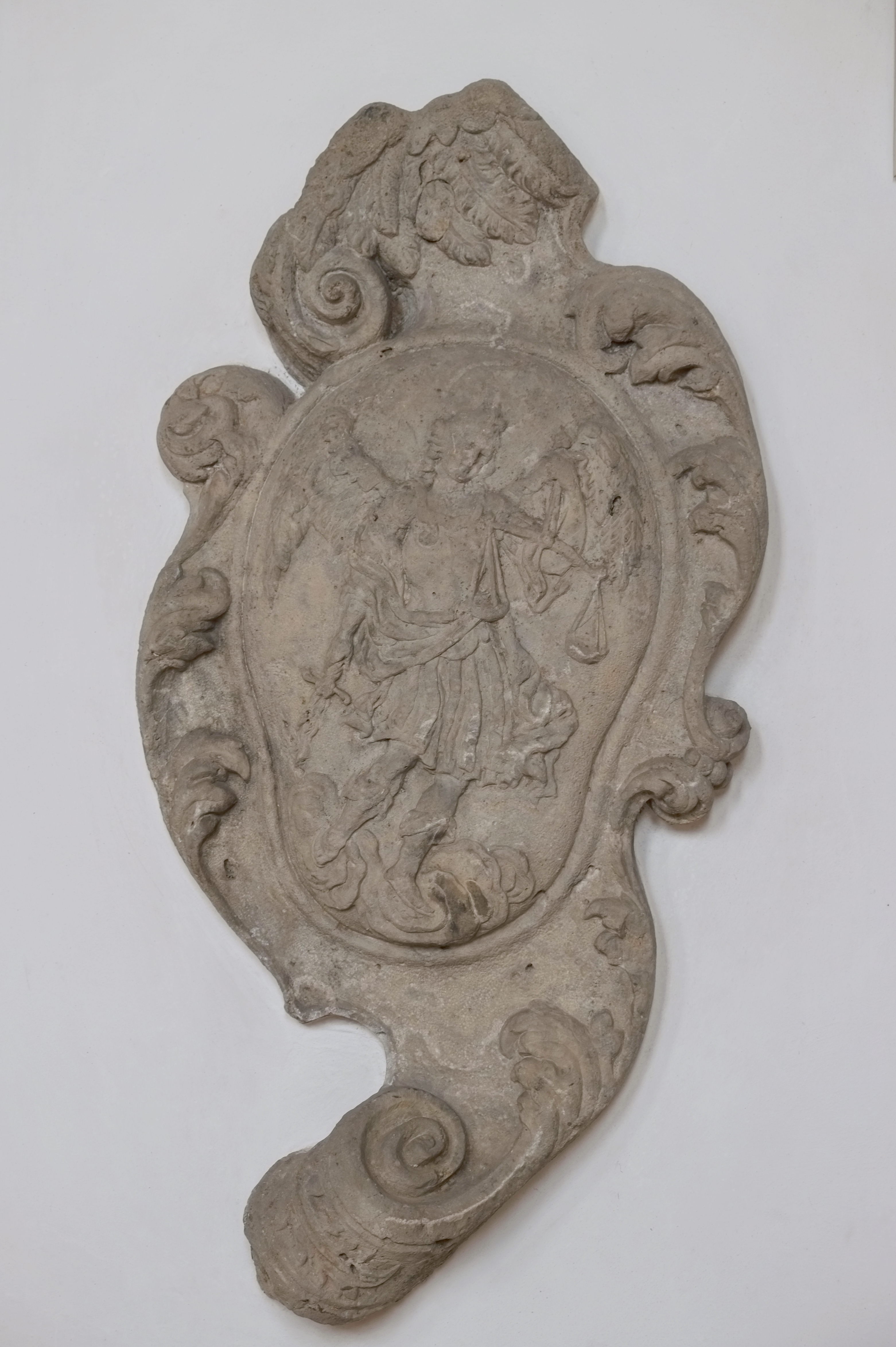
Erzengel Michael